# شوربة ماش
شوربة ماش هي وجبة عراقية، وهي أحد أنواع الحساء.

## طريقة التحضير
يغسل الماش ويوضع على النار ويترك ليغلي حتى تنفصل القشرة عنه، يوضع فوقه التمن (الرز) ويترك يغلي وحينما تكثف وتتمازج المكونات يضاف الملح والبهارات حسب الرغبة، ثم يتم قلي شرائح البصل حتى تحمر ثم توضع فوق الحساء وتقدم ساخنة.

## المكونات
1. ماش اخضر
2. مرق خضار
3. الزيت النباتي
4. البصل
5. الثوم
6. كمون
7. كركم
8. ملح
9. ماء
10. فلفل أسود.[1]